# The Decline of Western Civilization
The Decline of Western Civilization é um documentário estadunidense filmado entre 1979 e 1980. Dirigido por Penelope Spheeris, relata o movimento punk rock em Los Angeles no início dos anos 80.
Em 1981, o comandante da LAPD Daryl Gates, exigiu que o filme não fosse mais exibido na cidade. Com o passar dos anos, o filme ganhou status de cult.

## Apresentações
- The Bags
  - "Gluttony"
  - "Prowlers in the Night"
- Black Flag
  - "Depression"
  - "Revenge"
  - "White Minority"
- Circle Jerks
  - "Back Against the Wall"
  - "Beverly Hills"
  - "I Just Want Some Skank"
  - "Red Tape"
  - "Wasted"
- Catholic Discipline
  - "Barbee Doll Lust"
  - "Underground Babylon"
- Fear
  - "Beef Bologna"
  - "I Don't Care About You"
  - "I Love Living in the City"
  - "Let's Have a War"
  - "Fear Anthem"
- The Germs
  - "Manimal"
  - "Shutdown"
- X
  - "Beyond and Back"
  - "Johnny Hit and Run Paulene"
  - "Nausea"
  - "Unheard Music"
  - "We're Desperate"